# 阿地螺
阿地螺（学名：Atys naucum）或称白葡萄螺，为阿地螺科阿地螺属的後鰓類支序海洋腹足綱軟體動物。

## 分佈
分布于红海、马达加斯加、新加坡、菲律宾、托里斯海峡、日本、澳大利亚以及中国大陆的海南等地，属于暖水性种类。其一般栖息于潮间带细砂质底。

## 型態描述

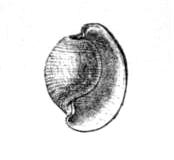
Drawing of a shell of Atys naucum

它的螺殼長約22–50 mm。其活體淺棕色，但當螺隻死去後，包圍螺殼的外殼膜乾了，其淺棕色色彩也會消失。
阿地螺是一種草食動物。

## 外部連結
- 維基物種上的相關：阿地螺